# 5714 Красінський
5714 Красінський (5714 Krasinsky) — астероїд головного поясу, відкритий 14 серпня 1982 року.
Тіссеранів параметр щодо Юпітера — 3,182.